# Fuad Salayev
Fuad Salayev (en azerí: Fuad Salayev) es escultor y pintor de Azerbaiyán, Artista del pueblo de la República de Azerbaiyán (2002), Académico honorario de la Academia rusa de artes (2009), Vicerrector de la Academia Estatal de Artes de Azerbaiyán.

## Biografía
Fuad Salayev nació el 24 de septiembre de 1943 en Bakú. Estudió en el Colegio Estatal de Arte en nombre de Azim Azimzadeh, después en la Academia rusa de artes. El monumento de Serguéi Yesenin fue su primera obra. En 1975 fue elegido como el miembro de la Unión de Artistas de Azerbaiyán. Fuad Salayev es académico honorario de la Academia rusa de artes desde 2009. 
Actualmente, Fuad Salayev es vicerrector de la Academia Estatal de Artes de Azerbaiyán. En 2013 se ha galardonado con la "Orden Shohrat”.

## Premios y títulos
- Artista del pueblo de la República de Azerbaiyán (2002)
- Orden Shohrat (2013)